# Terriers
Terriers ist eine US-amerikanische Krimi- und Comedy-Dramafernsehserie, die 2010 in den USA von FOX 21 für den Sender FX Network produziert wurde. Die Premiere fand am 8. September 2010 beim US-Fernsehsender FX Network statt. Am 6. Dezember 2010 gab FX Network bekannt, dass man keine weitere Staffel produzieren lässt.

## Handlung
Ex-Polizist Henry Dolworth und sein bester Freund, der straffällig war, Britt Pollack eröffnen eine Detektei. Die Serie spielt in Ocean Beach, San Diego, Kalifornien.

## Besetzung

### Hauptbesetzung
- Donal Logue als Henry „Hank“ Dolworth
- Michael Raymond-James als Britt Pollack
- Laura Allen als Katie Nichols
- Kimberly Quinn als Gretchen Dolworth
- Jamie Denbo als Maggie Lefferts
- Rockmond Dunbar als Detective Mark Gustafson

### Nebenbesetzung
- Loren Dean als Jason Adler
- Karina Logue als Stephanie „Steph“ Dolworth
- Alison Elliott als Laura Ros
- Michael Gaston als Ben Zeitlin
- Daren Scott als Burke
- Alex Fernie als Swift
- Alex Berg als Blodgett
- Todd Fasen als Gunt
- Johnny Sneed als Professor Owens
- Craig Susser als Detective Ronnie Reynolds
- Stephen Frejek als Officer Robledo
- Zack Silva als Gavin
- Christopher Cousins als Robert Lindus

## Kritik
Die erste Staffel der Serie hat bei Metacritic ein Metascore von 75/100 basierend auf 24 Rezensionen.